# 2-я отдельная чехословацкая воздушно-десантная бригада

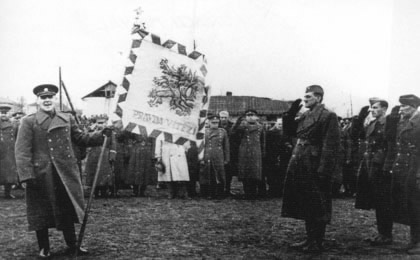
После заключительных военных учений 2 чспдбр. Вручение Боевого знамени. Ефремов, СССР, 22 апреля 1944 года.

2-я отдельная чехословацкая воздушно-десантная бригада (чеш. 2. československá paradesantní brigáda v SSSR, словац. 2. česko-slovenská paradesantná brigáda v ZSSR) — чехословацкое формирование Красной армии (РККА) ВС Союза ССР, участвовавшее в Великой Отечественной войне.
Соединение было создано по соглашению с чехословацким правительством в изгнании, которое возглавлял Эдуард Бенеш.

## История

### Формирование бригады
В декабре 1943 года под Мелитополем на сторону РККА перешла целая 1-я словацкая пехотная дивизия, солдат которой советское командование планировало объединить в новое формирование, как и военнопленных германской, венгерской, итальянской и румынской армий чехословацких национальностей и гражданства, содержащихся в лагерях НКВД для военнопленных. 7 января 1944 года в подмосковном городе Ефремов (Московский военный округ (МВО)) началось сформирование воздушно-десантной бригады, структура которой базировалась на советском штатном расписании. Первым командиром бригады был назначен полковник Владимир Пржикрыл. Формируемая чехословацкая отдельная воздушно-десантная бригада была зачислина на все виды довольствия МВО и довольствовалась по нормам пайка № 1.
Курс боевой и специальной подготовки к боевым действиям в тылу противника продолжался в течение трёх месяцев и проходил очень трудно: большая часть словацких солдат и офицеров была физически не пригодна для службы в ВДВ, к тому же был недостаток в младших офицерах. Подготовку офицеров провели в специальных военных училищах в Бузулуке и на хуторе Весёлом (присвоение офицерских званий, однако, не было признано лондонским правительством), а командный состав прошёл небольшой курс подготовки на Объединённых воздушно-десантных курсах в Нахабино.

### Курс обучения
Обучение началось с 23 января 1944 года, учебный план охватывал 150 часов. Первым этапом, который длился весь февраль, являлась воздушно-десантная подготовка (инструкторский курс, укладка парашютов, учебные прыжки с аэростатов). Ежедневно проводились интенсивные занятия по физической подготовке. На втором этапе проводились прыжки с вооружением, ночные и групповые прыжки с самолётов Ли-2 (в бригаде их было восемь). К середине апреля личный состав в зимних условиях совершил 13 600 прыжков с парашютом (из них 5 884 с самолётов), однако во время учений около сотни бойцов получили травмы, а один даже погиб. Помимо всего прочего, ежедневно десантники тратили по 12 часов в день (не считая воскресенья) на рукопашный бой, огневую подготовку, марш-броски и изучение топографии.
Приказом командующего чехословацкими войсками от 17 апреля 1944 года бригаде было присвоено официальное наименование — 2-я отдельная чехословацкая воздушно-десантная бригада. 22 апреля 1944 года состоялись тактические учения, на которых 2-й батальон при поддержке сапёрного взвода и наличии 45-мм противотанковой пушки проводил захват аэродрома (с учётом тяжёлых погодных условий солдаты выполнили задание за 17 минут). В тот же день после полудня артиллеристы бригады провели боевые стрельбы из противотанковых пушек и миномётов, поразив 92 % целей. За ходом учений наблюдали советские генералы и офицеры югославской военной миссии.
Боевое знамя словацким солдатам вручили 23 апреля 1944 года. В тот же день бригаду включили в состав 1-го Чехословацкого армейского корпуса. В середине мая бригада была расквартирована в Проскурове, где её личный состав продолжал подготовку, делая упор на тактику, ночные действия на незнакомой местности и форсирование водных преград. Кадры пополнились ещё 30 офицерами, которые прибыли из Великобритании; также бригаде передали новое вооружение и снаряжение.

### Боевые действия
В начале сентября бригада приняла боевое крещение: по железной дороге через Тернополь и Львов она прибыла к Пшемыслю, где её подразделения в составе стрелковых частей участвовали в Карпатско-Дуклинской операции. За 8 дней боёв бригада потеряла 143 человека убитыми, 438 ранеными и 47 человек пропавшими без вести, после чего была немедленно отправлена в тыл. В октябре после начала Словацкого национального восстания чехословацкое правительство обратилось к советскому руководству с просьбой выслать чехословацкие части на помощь восставшим. Однако это было чревато крупными потерями и требовало привлечения крупных сил. Ставка ВГК разрешила отправить в Словакию воздушно-десантную бригаду, хотя изначально планировалось добавить ещё и советскую бригаду.
Чехословацкая бригада была переброшена на захваченные словацкими партизанами аэродромы в районе Банска-Бистрицы. По плану маршала Конева 50 самолётов должны были отправить весь личный состав бригады в трёх воинских эшелонах вместе с вооружением. Начало операции из-за плохих метеоусловий было назначено на 26 сентября, когда 33 самолёта взлетели с аэродрома в Кросне. До 19 октября продолжалась доставка находившихся тогда в строю 1 855 солдат и офицеров; помимо этого, на помощь бригаде были направлены инструкторы, диверсанты и партизанские командиры из кадров НКВД. Для координации партизанской борьбы в Словакию направлялись организаторские группы численностью примерно по 20 человек каждая, которые состояли из опытных партизанских командиров-участников «малой войны» в тылу немцев, а всего было направлено 53 такие группы.
Прибытие бригады облегчило положение повстанцев, однако советские войска из-за тяжёлых боёв в Карпатах не успели прийти на помощь словакам, и восстание было подавлено 31 октября. По приказу командующего 1-м Украинским фронтом 2-я отдельная чехословацкая воздушно-десантная бригада была переименована во 2-ю чехословацкую партизанскую бригаду, а её подразделения рассредоточились для продолжения «малой войны» во вражеском тылу. 19 февраля 1945 года 1-й воздушно-десантный батальон бригады соединился с наступающими войсками Красной Армии, и тем самым бригада фактически прекратила своё существование.

## Состав

### При сформировании
Отдельная чехословацкая воздушно-десантная бригада в составе:
- управление бригады — штат 035/23;
- парашютно-десантного батальона — штат 035/24; (в бригаде четыре, из них два первой очереди);
- истребительно-противотанкового дивизиона — штат 035/103
- зенитного дивизиона — штат 035/103;
- артиллерийского дивизиона — штат 035/104
- бронетанкового батальона — штат 035/105;
- разведывательной самокатной роты — штат 035/27;
- роты связи — штат 035/28;
- сапёрно-подрывной роты — штат 035/29[1].